# Eleventh Avenue
L'Eleventh Avenue (en català Onzena Avinguda) és una avinguda de Manhattan, a New York. Al nord del carrer 60, l'Eleventh Avenue pren el nom de West End Avenue.

## Llocs d'interès
El 2007, ha estat acabat el IAC Building construït per Frank Gehry, donant a la ciutat de New York el primer edifici del cèlebre arquitecte.